# Actinochaetopteryx actifera
Actinochaetopteryx actifera là một loài ruồi trong họ Tachinidae.